# Unchiul Vania (film din 1970)
Unchiul Vania (în rusă Дядя Ваня, transliterat: Deadea Vanea) este o adaptare cinematografică  din 1970 a piesei omonime din 1899 a lui Anton Cehov, care a fost regizată de Andrei Koncealovski.

## Rezumat
Profesorul pensionar Serebriakov și cea de-a doua sa soție, frumoasa și mult mai tânăra Elena, vizitează moșia lor de la țară, din ale cărei venituri este finanțată viața lor urbană. Vania, fratele primei soții a profesorului, care administrează moșia, și medicul local Astrov sunt atrași amândoi de farmecul Elenei, plângându-i-se în același timp de plictiseala nesfârșită a existenței lor provinciale. Astrov este un medic cu experiență care își îndeplinește meseria cu conștiință, dar și-a pierdut orice urmă de idealism și își petrece o mare parte a timpului consumând băuturi alcoolice. Sofia, fiica profesorului cu prima sa soție, care lucrează împreună cu unchiul Vania pentru a menține moșia  profitabilă, suferă de pe urma faptului că se consideră lipsită de frumusețe și de o dragoste neîmpărtășită pentru doctorul Astrov. Situația ajunge într-un punct critic atunci când profesorul își anunță intenția de a vinde proprietatea, casa Vaniei și Sofiei, pentru a obține un venit mai mare pentru el și soția sa.

## Distribuție
- Innokenti Smoktunovski — Ivan „unchiul Vania” Voinițki
- Serghei Bondarciuk — dr. Mihail Lvovici Astrov
- Irina Kupcenko — Sofia Aleksandrovna Serebriakova
- Irina Miroșnicenko — Elena Andreevna Serebriakova
- Irina Anisimova-Wulf — Maria Vasilievna Voinițkaia
- Yekaterina Mazurova — Marina
- Nikolai Pastuhov — Ilia Ilici Telieghin
- Vladimir Udalov — un țăran
- Vladimir Zeldin — profesorul Aleksandr Vladimirovici Serebriakov

## Lansare
A fost lansat în anul 1971 și a avut parte de succes comercial, fiind vizionat de 4,5 milioane de spectatori în cinematografele din Uniunea Sovietică.